# Larus cachinnans
Il gabbiano del Caspio (o gabbiano pontico) (Larus cachinnans Pallas, 1811) è un uccello caradriiforme appartenente alla famiglia Laridae, diffuso in Eurasia.

## Descrizione
Rispetto al gabbiano reale zampegialle (Larus michahellis) ha un aspetto più allungato e snello, testa più piccola e becco un po' più sottile.

È un gabbiano di taglia grande, con lunghezza compresa tra 59 e 67 cm, peso tra 680 e 1.330 g, becco lungo e sottile ricurvo nella parte terminale. L'occhio è piccolo e spesso scuro, le zampe hanno colore variabile dal rosa pallido al giallo pallido. 
Il mantello posteriore e le ali sono grigie. Le penne remiganti esterne hanno la punta bianca.

## Biologia

### Alimentazione
È un gabbiano sia predatore che saprofita. Durante la stagione riproduttiva si nutre spesso di piccoli roditori, come scoiattoli, e percorre anche lunghe distanze per spostarsi nelle zone steppose o boscose per trovarli.

### Riproduzione
La stagione riproduttiva ha inizio ad Aprile quando costruisce il nido su terreni piani e aperti, in vicinanza dell'acqua. Depone due o tre uova che vengono covate per 27-31 giorni.

## Distribuzione e habitat
Si riproduce nella regione del Mar Nero e del Mar Caspio, ma il suo areale si estende a est nell'Asia centrale fino alle propaggini nord-occidentali della Cina. In Europa si è insediato in Polonia e nella Germania orientale, ma si sposta a nord fino alla Svezia, Norvegia e Danimarca ed è stato più volte avvistato nell'Inghilterra sud-orientale, nell'Anglia orientale e nelle Midlands. In Italia è stato avvistato più volte, nel dicembre 2016, in Liguria, alla foce del Fiume Entella

Alcuni stormi migrano a sud fino a raggiungere le zone mediterranee e l'Italia e si spingono anche al Mar Rosso e al Golfo Persico.

## Tassonomia
Ha due sottospecie:
- Larus cachinnans cachinnans
- Larus cachinnans ponticus

## Conservazione
Il gabbiano del Caspio è valutato a rischio minimo (LC) nella lista rossa della IUCN, riguardante le specie minacciate.